# Meike Fischer

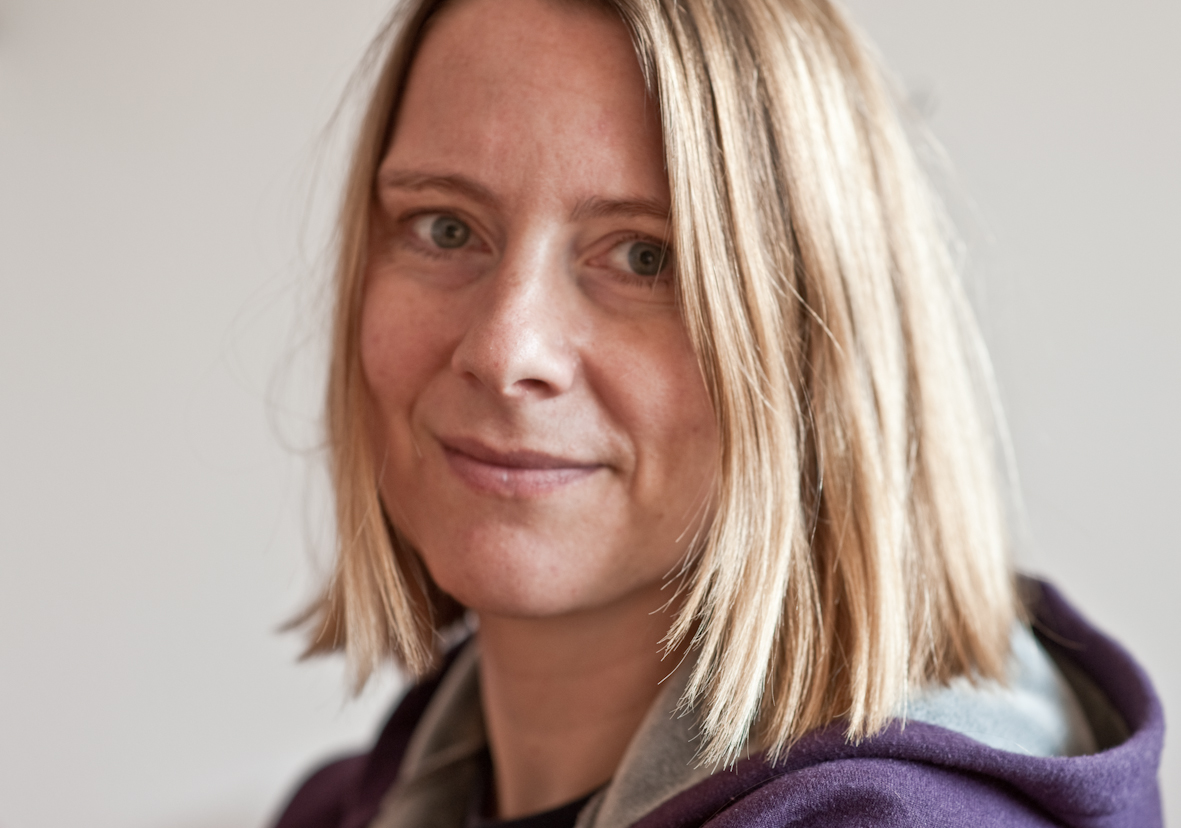
Meike Fischer (2011)

Meike Fischer (* 1970 in Hanau) ist eine deutsche Fotografin und Fotojournalistin. Ihre Arbeitsschwerpunkte sind Reportagefotografie und Milieustudien.

## Leben
Meike Fischer studierte Fotografie an der Hochschule für Gestaltung in Offenbach am Main und schloss als Diplom-Designerin ab.
Sie arbeitet in den Bereichen Reportage, Essay und Dokumentarische Fotografie. Fischer ist Mitglied bei Freelens, beim Bundesverband Bildender Künstlerinnen und Künstler und bei der Verwertungsgesellschaft Bild-Kunst.
Sie lebt in der Nähe von Frankfurt am Main.

## Publikationen
Fotofachbücher
- Handbuch Nikon D5000. Galileo-Verlag, Bonn 2009, ISBN 978-3-8362-1479-7.
- 8qm, Tisch, Bett, Stuhl. Kehrer Verlag, Heidelberg / Berlin 2011, ISBN 978-3-86828-230-6.
- Fotokurs Straßenfotografie. dpunkt Verlag, 2011, ISBN 978-3-89864-691-8.
- Nacht- und Restlichtfotografie. dpunkt Verlag, 2013, ISBN 978-3-86490-011-2.
- Meike Fischer, Rudolf Krahm: Fotokurs Straßenfotografie. Szenen, Menschen und Orte im urbanen Raum fotografieren. 2., erweiterte Auflage. dpunkt, Heidelberg 2014, ISBN 978-3-86490-084-6. (Mit Literaturverzeichnis)
- Der rote Faden. dpunkt Verlag, 2015, ISBN 978-3-86490-205-5
- Der rote Faden, dpunkt Verlag, 2. Auflage, 2018, ISBN 978-3-86490-480-6

Bildserien und Fotoreportagen
- FreeLens: Ein Tag Deutschland. dpunkt Verlag, Heidelberg 2010, ISBN 978-3-89864-707-6.
- Katalog zum Europäischen Architekturfotografiepreis 2011. Av Edition, Ludwigsburg 2011, ISBN 978-3-89986-159-4.
- FreeLens: Mahlzeit, Deutschland!. dpunkt Verlag, Heidelberg 2013, ISBN 978-3-86490-012-9

Öffentliche Sammlungen
- 8 qm, Tisch, Bett, Stuhl. Sammlung des Historischen Museums Frankfurt
- Abriss Frankfurt. Sammlung des Historischen Museums Frankfurt
- Stadt Für Alle. Digitale Sammlung des Historischen Museums Frankfurt

## Ausstellungen
- 2000 Galerie Station im Mousonturm Frankfurt („About People“)
- 2001 Galerie Photonet Wiesbaden („Von fernen Menschen“)
- 2007 Schömberger Fotoherbst, Kategorie Profis („Heilung in einem fernen Land“)
- 2009 Historisches Rathaus Maintal (Einzelausstellung)
- 2010 F/STOP, Internationales Fotografiefestival, Leipzig
- 2011 Galerie Fototreppe, Hanau (Einzelausstellung)
- 2011 bild.sprachen, Wissenschaftspark Gelsenkirchen
- 2011 Gallus Theater, Frankfurt am Main (Einzelausstellung)
- 2011 BBK Bund Bildender Künstler, Frankfurt
- 2011 Deutsches Architekturmuseum Frankfurt (Europäischer Architekturfotografiepreis)
- 2011 Kasseler Architekturzentrum im Kulturbahnhof, Kassel (Deutscher Architekturfotografiepreis)
- 2011 Schömberger Fotoherbst, Kategorie Profis („8 qm“)
- 2013 Schömberger Fotoherbst, Kategorie Profis („iDiary“)
- 2014 Heussenstammgalerie Frankfurt am Main („Panta Rhei“, Einzelausstellung)[1]
- 2014 Frankfurter Neue Presse Newsroom („Panta Rhei“, Einzelausstellung)
- 2015 Schömberger Fotoherbst, Kategorie Profis („Eastside“)
- 2017 Heussenstamm-Galerie Frankfurt am Main („Ein Frankfurter Weg: Das Drogenhilfezentrum Eastside“, in Kooperation mit der Integrativen Drogenhilfe Frankfurt),[2]
- 2020 Historisches Museum Frankfurt (Wandpräsentation „Blickwechsel“: Fotografien aus der Serie „Abriss Frankfurt“)

## Lehre
- Seit 2011: Frankfurt University Of Applied Sciences – Anwendungssoftware, Datenbankrecherche, Wissenschaftliches Arbeiten, Internet-Anwendungen